# Blankenhain (Crimmitschau)
Blankenhain gehört als Ortschaft zur großen Kreisstadt Crimmitschau, im Landkreis Zwickau, Freistaat Sachsen und liegt im Bachgrund des Koberbachs. Der Ortsteil Blankenhain (816 Einwohner) ist mit dem 1950 angegliederten Ort Rußdorf verschmolzen. Zur Ortschaft zählt noch der Ort Großpillingsdorf mit dem Ortsteil Kleinpillingsdorf, der 1974 eingemeindet wurde und 153 Einwohner hat.

## Geografie

### Geografische Lage
Blankenhain liegt im westlichen Stadtgebiet von Crimmitschau. Der Ort befindet sich im Westen von Sachsen an der Landesgrenze zu Thüringen, welche im Norden, Westen und Süden der Ortschaft verläuft. Der durch den Ort fließende Koberbach mündet in Neukirchen/Pleiße in die Pleiße.

### Nachbarorte
| Großpillingsdorf, Kleinpillingsdorf | Nischwitz                                   |               |
| Seelingstädt                        | Kompassrose, die auf Nachbargemeinden zeigt | Mannichswalde |
|                                     | Chursdorf                                   | Rußdorf       |

## Geschichte
Die ältesten Zeugen menschlichen Wirkens im Ort sind zwei Steinwerkzeuge, ein Axthammer und ein gelochter Schuhleistenkeil, die im Jahr 1981 in der Blankenhainer Flur gefunden wurden und etwa 4000 bis 6000 Jahre alt sind.
Eine erste urkundliche Erwähnung von Blankenhain erfolgte neben 189 anderen Ortschaften in einem Verzeichnis des Klosters Bosau, das zwischen 1181 und 1214 entstand. Die Namensgebung setzt sich vermutlich zusammen aus dem althochdeutschen Wort blanc, was so viel wie schön, blank oder glänzend bedeutet sowie aus der Endung -hain. Diese weist darauf hin, dass es sich neben der noch heute erkennbaren Anlage des Ortes als Waldhufendorf um eine ehemalige Rodungsgegend handelt. Auch woher die ersten Siedler des Ortes stammen lässt sich nur vermuten, wahrscheinlich waren es Bauern aus dem Herzogtum Franken und Thüringen.
1316 wird im Urkundenbuch der Vögte ein Ludewik von Blanchenhain genannt und 1423 eine Sophie Blangkynn. Zu späterer Zeit wechseln die Besitzer sehr häufig, aber ein Geschlecht der „Blanken“ taucht nicht wieder auf. 1432 entstand, an der Stelle des späteren Schlosses, eine Wasserburg, die wahrscheinlich auf einer frühdeutschen Wehranlage errichtet wurde. 1661 brannte das alte Schlossgebäude mit dem angrenzenden Pfarrgehöft ab und um 1700 begann man mit dem Bau des noch heute existierenden Schlosses im barocken Stil. Durch die fruchtbaren Löß-Lehmböden entwickelte sich in Blankenhain als Haupterwerbszweig die Landwirtschaft und auch ländliches Handwerk- und Gewerbe waren eine Einnahmequelle für den Lebensunterhalt. Im Jahr 1840 konnten sich die ortsansässigen Fronbauern- und Handwerker von ihren Frondienstverpflichtungen freikaufen. Die Gutsherrschaft baute gewinnbringende Nebenwirtschaftszweige auf, wie z. B. Bauholzgewinnung, Spiritusbrennerei, Gerberei und Fischzucht, in denen die Dorfbewohner u. a. arbeiten konnten. Die Kleinstbauern konnten mit der Entwicklung der Industrialisierung nicht mithalten, verkauften ihre Grundstücke an die Gutsherrschaft von Blankenhain (vgl. Schloss Blankenhain) und suchten in den angrenzenden Städten nach neuer Arbeit.

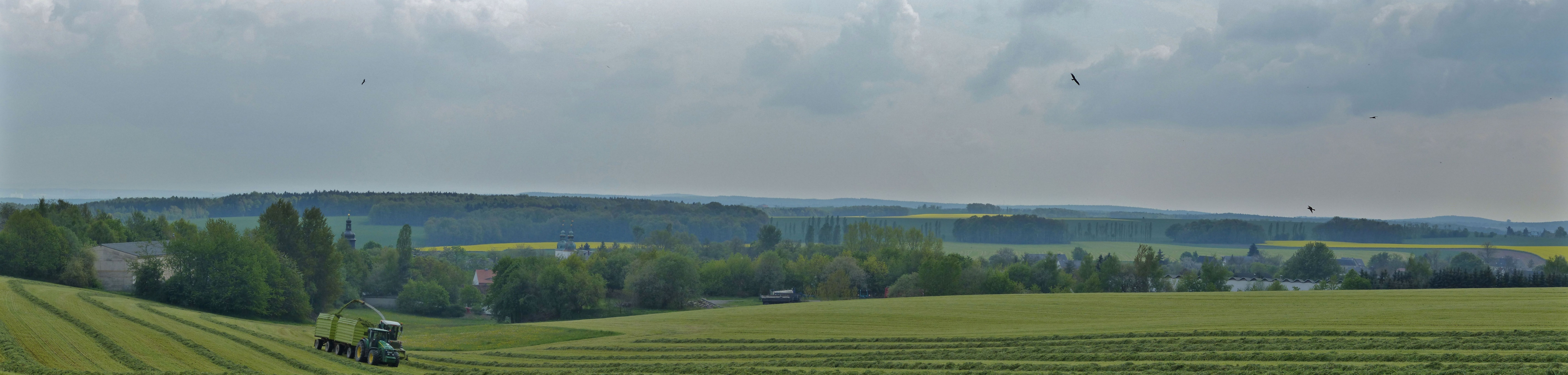
Blick über die Flur vor Blankenhain

Die Grundherrschaft über Blankenhain übte bis ins 19. Jahrhundert das Schloss Blankenhain aus. Blankenhain gehörte bis 1856 zum kursächsischen bzw. königlich-sächsischen Amt Zwickau. 1856 wurde der Ort dem Gerichtsamt Werdau und 1875 der Amtshauptmannschaft Zwickau angegliedert.
Im Zuge der Bodenreform in Deutschland nach 1945 kam es zu einer Enteignung der ehemaligen Gutsherrschaft und die Ländereien wurden an die Landarbeiter, landarme Bauern und Umsiedler verteilt. In den Jahren 1952/53 schlossen sich die ortsansässigen Neubauern zur LPG (Landwirtschaftliche Produktionsgenossenschaft) zusammen. Durch diese Großraumwirtschaft und den effektiven Einsatz der modernen Technik wurde die Versorgung der Bevölkerung verbessert. Es entstanden neue Ställe, Hallen und Verwaltungsgebäude. Manche alte Scheune wurde neben dem Bauernhof zum Wohnhaus umgebaut und so änderte sich der Verwendungszweck vieler Gehöfte. Der dörfliche Charakter des Ortes ist allerdings bis heute erhalten geblieben.
Am 1. Juli 1950 wurde die bis dahin eigenständige Gemeinde Rußdorf eingegliedert. Am 25. Juli 1952 wurde Blankenhain im Rahmen der Kreisreformen in der DDR dem Kreis Werdau, Bezirk Karl-Marx-Stadt zugewiesen. Am 1. April 1974 erfolgte die Eingemeindung der Gemeinde Großpillingsdorf mit Kleinpillingsdorf, die bis 1952 zu Thüringen gehört hatte. Von 1990 zum Jahr 1994 gehörte Blankenhain zum sächsischen Landkreis Werdau, der 1994 im Landkreis Zwickauer Land bzw. 2008 im Landkreis Zwickau aufging. Am 1. Januar 1994 wurde die Gemeinde Blankenhain mit ihren Ortsteilen nach Crimmitschau eingemeindet. Seitdem bildet Blankenhain eine Ortschaft von Crimmitschau.

### Burgstall Inselteich (Blankenhain)
600 m westlich von Blankenhain befindet sich in einer Quellmulde ein künstlich angelegter Teich mit Insel. Die runde Insel von etwa 12–15 m Durchmesser stellt das Kernwerk der mittelalterlichen Wasserburg dar. Ihre Ränder wiesen 1983 Beschädigungen auf. Der Teich von etwa 125 × 80 m Größe wurde wohl später angelegt und veränderte die Außensituation der Anlage.
Urkundliche Belege fehlen. Funde lagen laut Geupel bis 1983 nicht vor.
Am 1. August 1958 wurde die Anlage als Bodendenkmal eingetragen.

## Kultur und Sehenswürdigkeiten

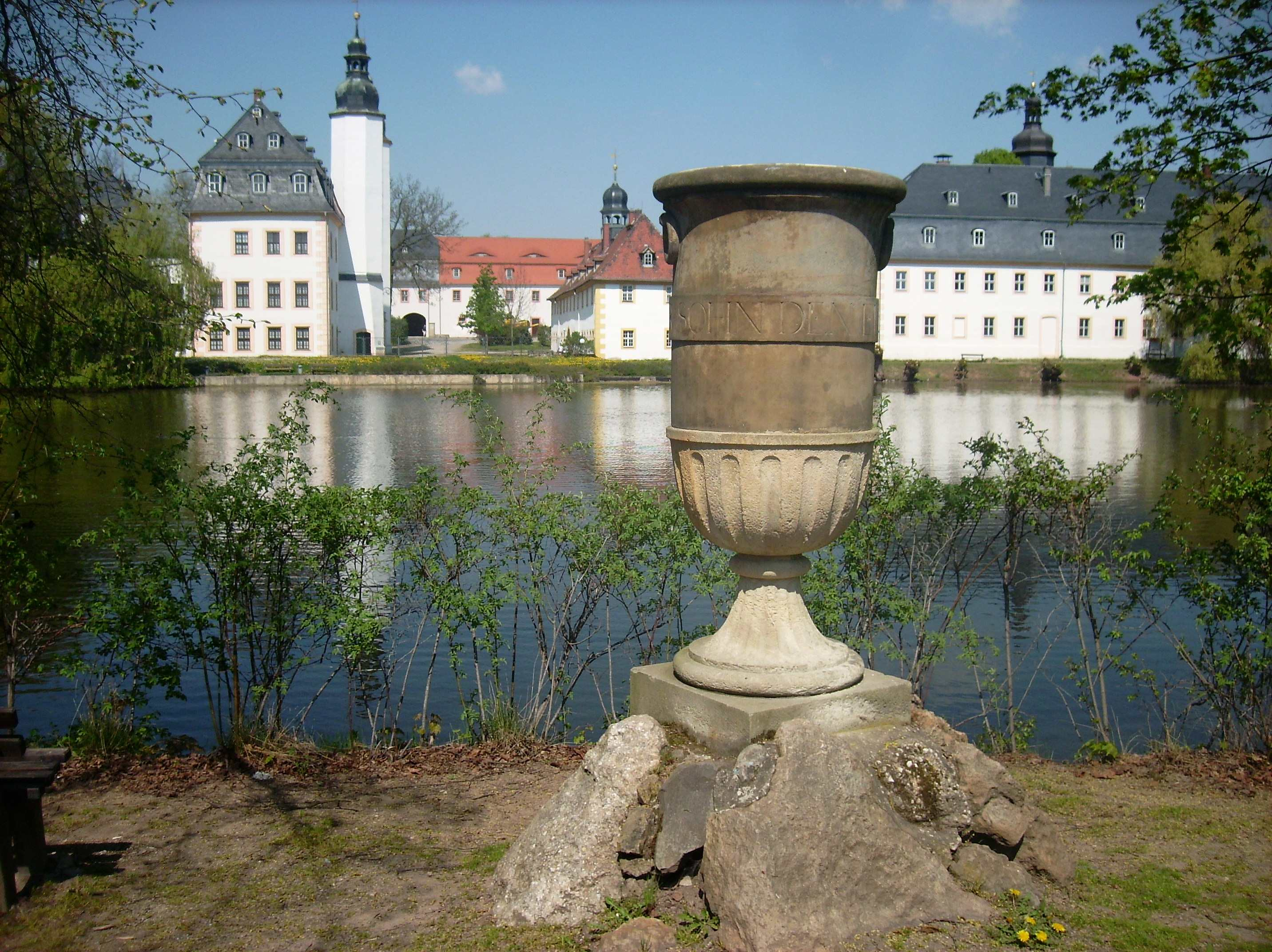
Gedenkvase am Teich gegenüber von Schloss Blankenhain

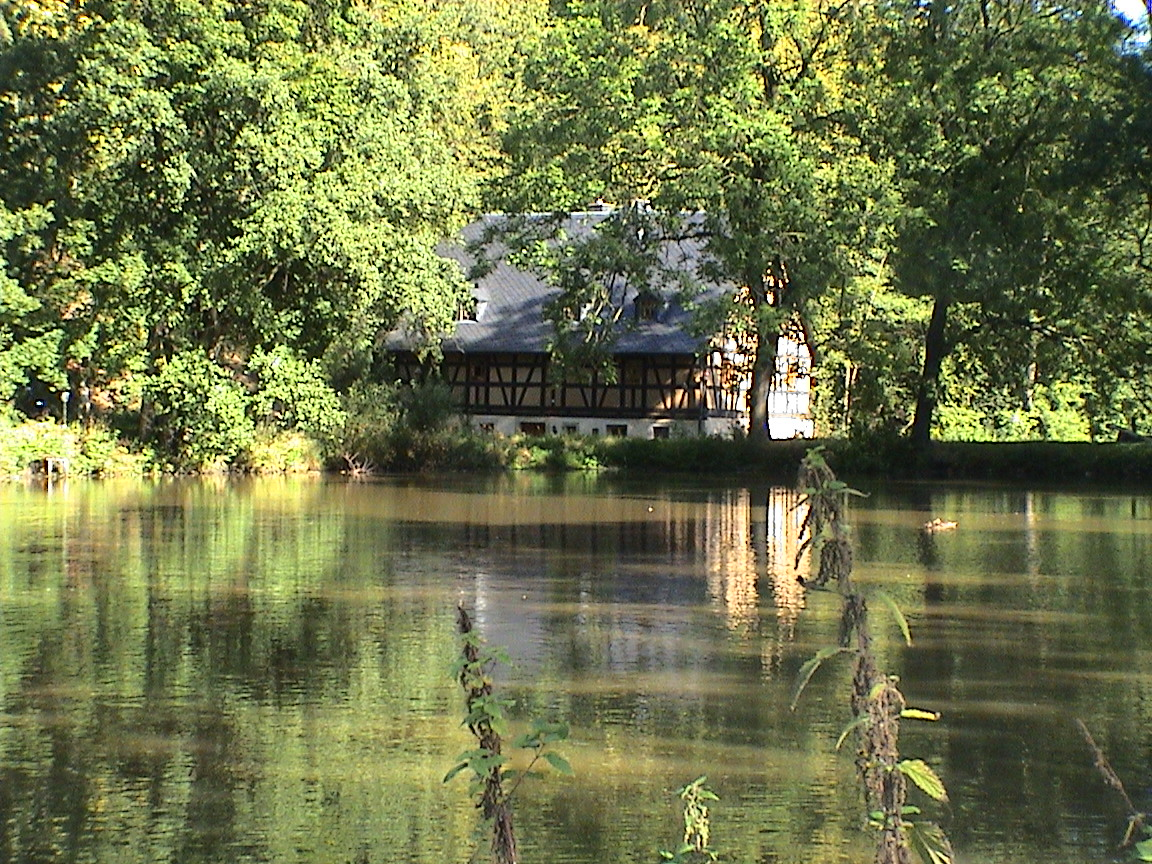
Blankenhain, Dorfteich

- Ortszentrum mit Schlossensemble (Deutsches Landwirtschaftsmuseum Schloss Blankenhain) mit Barockschloss, Vorschloss, Brauereigebäude, Wirtschaftsgebäude, Bockwindmühle (gebaut um 1740), alter Dorfschule von 1616 (Neubau 1740), Dorfkirche am Schloss von 1714 und großem Schlossteich
- Dorfkirche „St. Martin“ im Ortsteil Rußdorf von 1673 (Umbau 1812)
- Mausoleum im byzantinischen Stil von 1785 (Ortsfriedhof)
- Vierseitenbauernhof
- alte Dorfbäckerei
- alte Dorfschmiede u. a.
- "Inselteich"[6], Burgstall einer mittelalterlichen Wasserburg. Knapp südlich der S 294 ("Hohe Straße") kurz vor Seelingstädt (in Blankenhainer Flur) direkt westlich des "Oberen Weg's" gelegen.

## Persönlichkeiten
- Balthasar Andreas Spitzner (1679–1755), von 1716 bis 1755 Pfarrer in Oberalbertsdorf
- Georg Friedrich Spitzner (1688–1764), Kommissionsrat und Kreisamtmann in Schwarzenberg
- Heinz Hofmann (* 1927 in Rußdorf), Geheimdienst-Offizier der NVA